# Brygada Jiftach
11 Brygada Jiftach (hebr. חטיבת יפתח, Chetivat Jiftach) – związek taktyczny piechoty Sił Obronnych Izraela.

## Historia
Brygada Jiftach została sformowana 11 kwietnia 1948 jako jedna z brygad uderzeniowych Palmach, żydowskiej organizacji paramilitarnej Hagana.
Do zadań powierzonych Brygadzie Jiftach należało prowadzenia działalności w rejonie Galilei:
- 1 Batalion – prowadził działalność w rejonie Hajfy, Doliny Jezreel i Bet Sze’an.
- 2 Batalion – na początku wojny wspierał działania obronne na pustyni Negew.
- 3 Batalion – prowadził działalność w Galilei.

Podczas wojny domowej w Mandacie Palestyny i wojny o niepodległość brygada zapewniała ochronę żydowskim konwojom w Galilei, a następnie podjęła działania przeciwko siłom Arabskiej Armii Wyzwoleńczej zmuszając je do wycofania się do Libanu. W czerwcu 1948 została przerzucona na centralny front i wzięła udział w walkach o otwarcie korytarza komunikacyjnego z Jerozolimą. Od lipca uczestniczyła w walkach na froncie południowym przeciwko Egipcjanom. Po wojnie została przekształcona w rezerwową brygadę piechoty.
Podczas kryzysu sueskiego w 1956 brygada uczestniczyła w zajęciu Strefy Gazy. Doświadczenia wojny wskazywały na dużą skuteczność wojsk zmechanizowanych, dlatego w 1959 brygada przeszła przebudowę w brygadę piechoty zmotoryzowanej. W wojnie sześciodniowej brygada otrzymała wzmocnienie batalionem czołgów i wzięła udział w zajęciu Strefy Gazy. W 1969 brygada została przekształcona w rezerwową brygadę pancerną. Na jej uzbrojenie weszły czołgi M4 Sherman. Podczas wojny Jom Kipur brygada została wzmocniona rezerwowymi czołgami Centurion i M48 Patton. Z marszu przeprowadziła kontratak na nacierające wojska egipskie na półwyspie Synaj. Przekroczyła Kanał Sueski i dotarła do przedmieść Kairu. Po wojnie została rozwiązana.